# Calytrix simplex
Calytrix simplex är en myrtenväxtart som beskrevs av John Lindley. Calytrix simplex ingår i släktet Calytrix och familjen myrtenväxter.

## Underarter
Arten delas in i följande underarter:
- C. s. simplex
- C. s. suboppositifolia